# Битва при Стони-Крик
Битва при Стони-Крик (англ. Battle of Stoney Creek) состоялась 6 июня 1813 года во время англо-американской войны около современного Стони-Крик. Британия одержала победу над США. Британские подразделения нанесли ночной удар по американскому лагерю. Большую роль в победе Британии сыграл захват двух высокопоставленных офицеров США. Считается, что это сражение стало ключевым в защите Верхней Канады Великобританией.

## Предыстория
27 мая американцы одержали победу в сражении за Форт-Джордж, заставив британские отряды, защищавшие Форт-Джордж поспешно отступить. Британский командующий, бригадный генерал Джон Винсент собрал во всех своих форпостах вдоль реки Ниагара силы регулярных войск, расформировал контингенты ополчения и отступил к Берлингтон-Хайтс. Американцы, под командованием пожилого и больного генерала Генри Дирборна не спешили преследовать отступающих британцев. Отряд бригадного генерала Уильяма Генри Уиндера сначала последовал за Винсентом, но в скором времени отказался от этой идеи и остановился у «Ручья Сорока Миль». К нему присоединилась другая бригада под командованием бригадного генерала Джона Чендлера. Будучи старше Уиндера, он взял общее командование над войсками. Их объединённые силы в количестве 3400 человек продвинулись к Стони-Крик, где встали лагерем 5 июня. Два генерала разместили свой штаб на ферме.
Винсент послал своего помощника генерал-адъютанта подполковника Джона Харви разведать американские позиции. Вернувшись с разведки, Харви сообщил что эффективнее провести ночную атаку. Он сказал: «…вражеская охрана была немногочисленна; лагерь был длинным и разбитым на несколько частей; артиллерия слабо поддерживалась; несколько его корпусов были расположены слишком далеко к тылу, чтобы помочь отразить удар». В отчёте помощника генерал-адъютанта США после боя говорится, что против британцев было задействовано только 1328 американских военнослужащих из общей численности армии Чендлера в 3400 человек.
Была сформирована британская колонна состоящая из пяти рот 8-го пехотного полка Великобритании и основной части 49-го пехотного полка, всего около 700 человек. Из 700 солдат, сражавшихся на британской стороне, 14 были канадскими местными жителями. Хоть Винсент и сопровождал колонну, но командовать ею назначил офицера Харви.

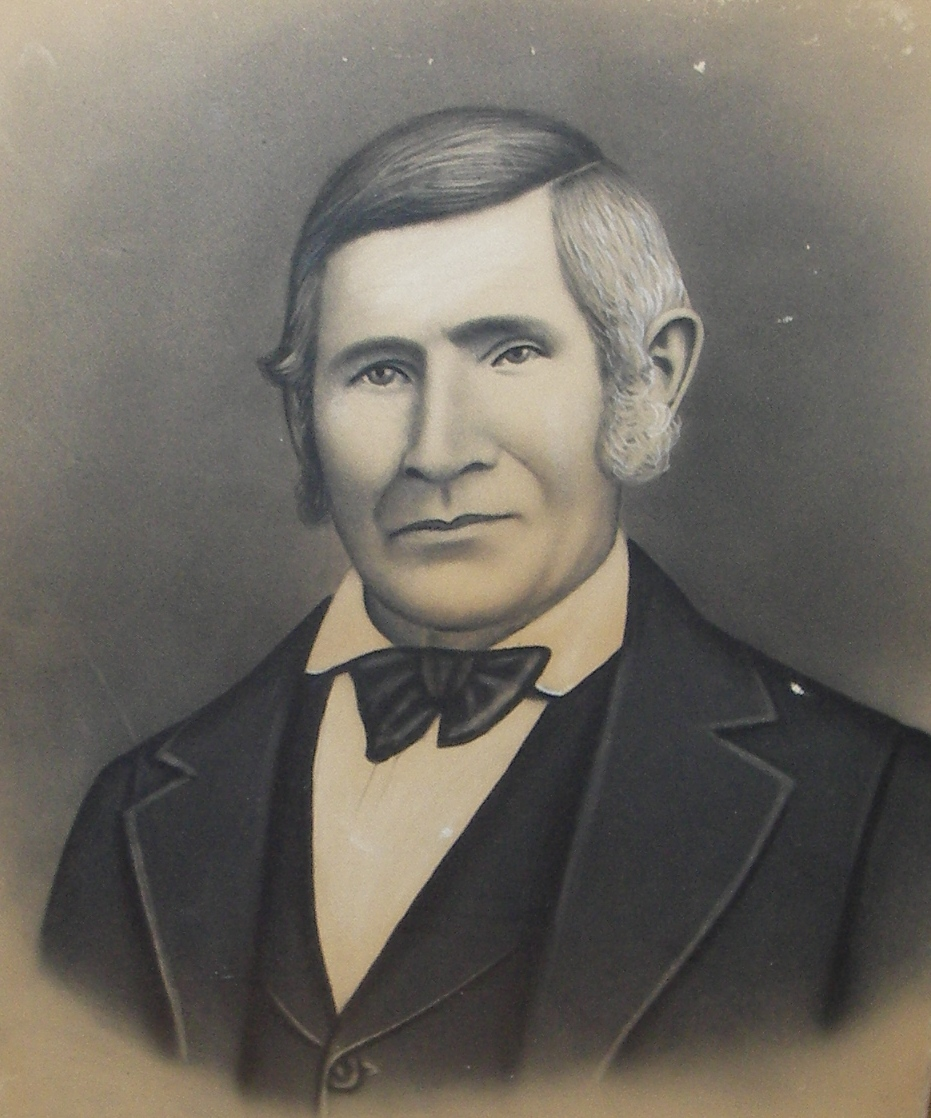
Билли Грин был жителем Стони-Крик. Он сказал англичанам пароль американцев и показал дорогу к их позициям.

Тут можно рассказать про историю, приключившуюся с Билли Грином. Билли Грин был 19-летним местным жителем, который засвидетельствовал наступление американцев с вершины Ниагарского откоса. Зять Билли, Исаак Корман, был взят в плен американцами, но был освобожден после того как убедил что он был двоюродным братом американского генерала Уильяма Генри Харрисона. Для того, чтобы пройти через американские позиции, ему дали однодневный пароль — «УИЛ-ГЕН-ХАР»(«WIL-HEN-HAR») (сокращение от имени Харрисона). Он дал слово чести, что не будет разглашать этот пароль британской армии. Он не сказал этот пароль британцам, но сказал его Билли Грину. Тот, в свою очередь, будучи не связанным клятвой, бежал пешком до Берлингтон-Хайтс прямо к войскам Великобритании. Там он выдал пароль лейтенанту Джеймсу Фицгиббону. Билли использовал свои знания местности, чтобы вывести британцев к американской позиции.
Офицер Харви, притворившись часовым, подошёл к одному из американцев. Когда тот спросил пароль, офицер приблизился к уху солдата, как будто намереваясь сказать пароль, но выхватив спрятанный штык-нож, приставил к горлу бойца. Доподлинно неизвестно, правда это или нет. Эти сведения были получены от Фредрика Снайдера после боя. Снайдер являлся не самым надежным источником информации, так как часто путал имена офицеров.

## Сражение

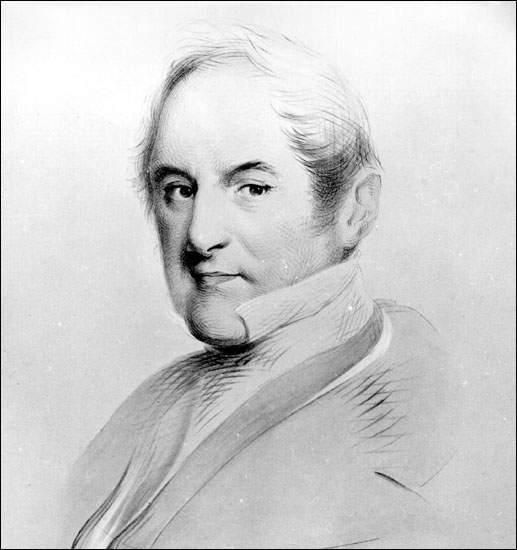
Во время ночной атаки британскими войсками командовал подполковник Джон Харви.

Британцы покинули свой лагерь на Берлингтон-Хайтс 5 июня в 23:30. Харви, взяв под командование всё войско англичан, повел их к Стони-Крик. Чтобы не издавать лишних громких звуков они вынули кремни из своих мушкетов. При помощи штыков, англичанам удалось бесшумно захватить часовой пост американских солдат. Говорят, что Билли Грин лично убил штыком одного из американских часовых, хотя это не упоминается ни в одной официальной британской записи. Солдаты Британии продолжали продвигаться к американским позициям. Лейтенант 25-го пехотного полка США Эфраим Шалер по приказу командования был перемещён со своей позиции. Он вернулся на своё прежнее место, когда услышал крик часового, но был оперативно ликвидирован стрелой одного из воинов индейского племени мохоки, сражавшихся на стороне англичан.
В этот момент группа офицеров из штаба Винсента, шедшие не далеко от основных сил, неожиданно подняли шум. Они начали аплодировать столь меткому выстрелу, лишив свою армию элемента неожиданности, что было их главным преимуществом, учитывая количество войск, с которым им пришлось столкнуться. Надежда застать американцев врасплох была утрачена, и англичане вставили кремни в мушкеты и начали стрелять. Постепенно американские войска начали приходить в себя после такой неожиданной атаки со стороны британцев. Солдаты США начали вести огонь в ответ. Порой они поражали свою цель с расстояния 200 ярдов (180 м). Американская артиллерия также вступила в бой.
Американцы находились на возвышенности, и смогли дать залп по британской пехотной линии, наступавшей по открытой местности, и линия начала рассыпаться. 25-й пехотный полк США стрелял по тактике «Buck and ball». Заряжалось 12 дробин вместо обычной пули и трёх дробин. Несмотря на многократные попытки британцев пробиться, американские войска выстояли. Но дальнейшее продвижение англичан было лишь вопросом времени.

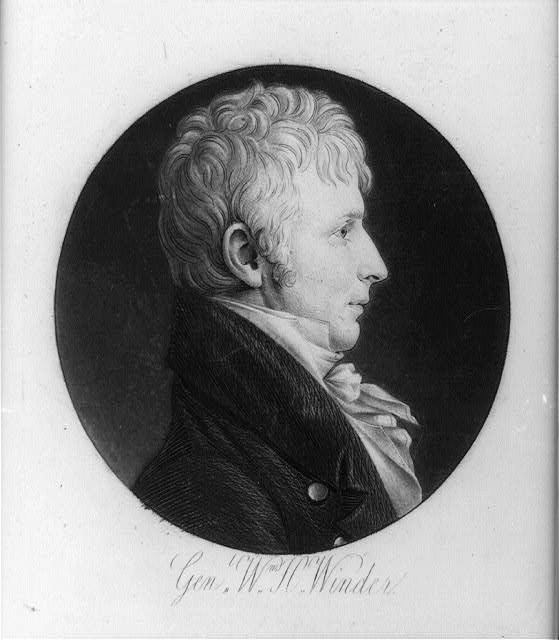
Во время битвы генерал Уильям Генри Уиндер приказал 5-му пехотному полку прикрыть левый фланг, непреднамеренно создавая разрыв в американских линиях.

Генерал Уиндер приказал 5-му пехотному полку прикрыть левый фланг. Тем самым он создал разрыв в американской линии обороны, оставив артиллерию без прикрытия пехоты. В то же время другой американский командир, Джон Чендлер, услышав выстрелы из мушкетов в дальнем правом углу американской линии, лично отправился разведать обстановку. Но его лошадь упала (или была застрелена), и он выпал из седла.
Майор Чарльз Плендерлиз, командовавший британским 49-м полком, смог определить позицию американской артиллерии, когда два полевых орудия одновременно открыли огонь (43°13′07″ с. ш. 79°45′52″ з. д.). Осознавая роль артиллерии в этой битве, он собрал отряд добровольцев для атаки на артиллерийский расчёт. Первыми добровольцами были 23-летний Александр Фрейзер и его брат 21-летний Питер Фрейзер, капралы из отряда Фитцгиббона, а также 20-30 других бойцов. Обнажив штыки, отряд двинулся к линии обороны Гейджа. Добровольцы передвигались бегом, боясь, что следующий залп из орудий может убить их. Однако артиллерия под командованием капитана Натаниэля Тоусона в тот момент получила приказ прекратить огонь, не зная о продвижении британских войск на их позиции. Артиллеристы не имели собственного оружия. Англичане атаковали беззащитную артиллерийскую позицию и захватили её.

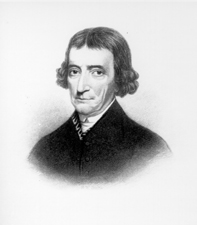
Генерал Джон Чендлер был взят в плен после битвы

Генерал Чендлер был взят в плен Александром Фрейзером. Американский офицер не знал о том что англичане захватили позиции артиллеристов, поэтому, будучи не осведомленным, пошёл к этим самым позициям, где и был взят в плен. Вскоре Генри Уиндер стал жертвой той же ошибки. Пытаясь сопротивляться он вытащил пистолет и нацелил его на Фрейзера. Но быстро отказался от этой идеи так как был окружён. Майор Джозеф Ли Смит из 25-го пехотного полка США избежал пленения, вовремя уведя солдат. Командование американскими силами предприняло попытку контратаки. Но в темноте американцы не понимали, где солдаты противника и зачастую они стреляли по своим. После этой неудачи они отступили, думая, что они потерпели поражение, хотя на самом деле они все ещё сохраняли численное превосходство.
Бой продолжался менее 45 минут, но всё равно обе стороны понесли большие потери. На рассвете офицер Харви приказал войскам спрятаться в лесу. Британцам удалось увезти с поля боя два захваченных орудия. Позже они видели, как американцы вернулись в свой лагерь, сожгли свои боезапасы и палатки и отступили в сторону Ручья Сорока Миль (в настоящее время город Гримсби). К полудню 6 июня англичане заняли лагеря.
Позже стало известно что генерал Винсент пропал без вести. Он был ранен после падения с лошади во время битвы. Его нашли, убежденным, в том, что вся британская армия была уничтожена. Наконец, он был отправлен в госпиталь примерно в семи милях от места битвы.

## Потери
Британские войска потеряли 23 человека убитыми, 136 ранеными и 55 пропавшими без вести, из которых 52 были взяты в плен американцами.
Американские войска потеряли 17 человек убитыми, 38 солдат и 7 офицеров ранеными (2 бригадных генералов, 1 майор, 3 капитана и 1 лейтенант) и 93 военнослужащих пропавшими без вести. Британский отчет о взятых в плен американских солдатах утром 6 июня, в точности соответствует американскому списку «пропавших без вести». Из семи схваченных офицеров, трое (генерал Чендлер, капитан Питер Миллс и капитан Джордж Стил) были ранены.
Британцы, убитые в битве при Стони-Крик, 6 июня 1813 г.:
Сэмюэль Хукер, Джозеф Хант, Джеймс Дэйг, Томас Фирнсайдс, Ричард Хьюджилл, Джордж Лонгли, Лоуренс Мид, Джон Реглер, Джон Уэйл, Чарльз Пейдж, Джеймс Адамс, Александр Браун, Майкл Берк, Генри Кэрролл, Натаниэль Кэтлин, Мартин Керли, Мартин Доннолли Питер Хенли, Джон Хостлер, Эдвард Киллоран, Эдвард Литтл, Патрик Мартин, Джон Максвелл.
Имена погибших американцев не были записаны.

## Последствия

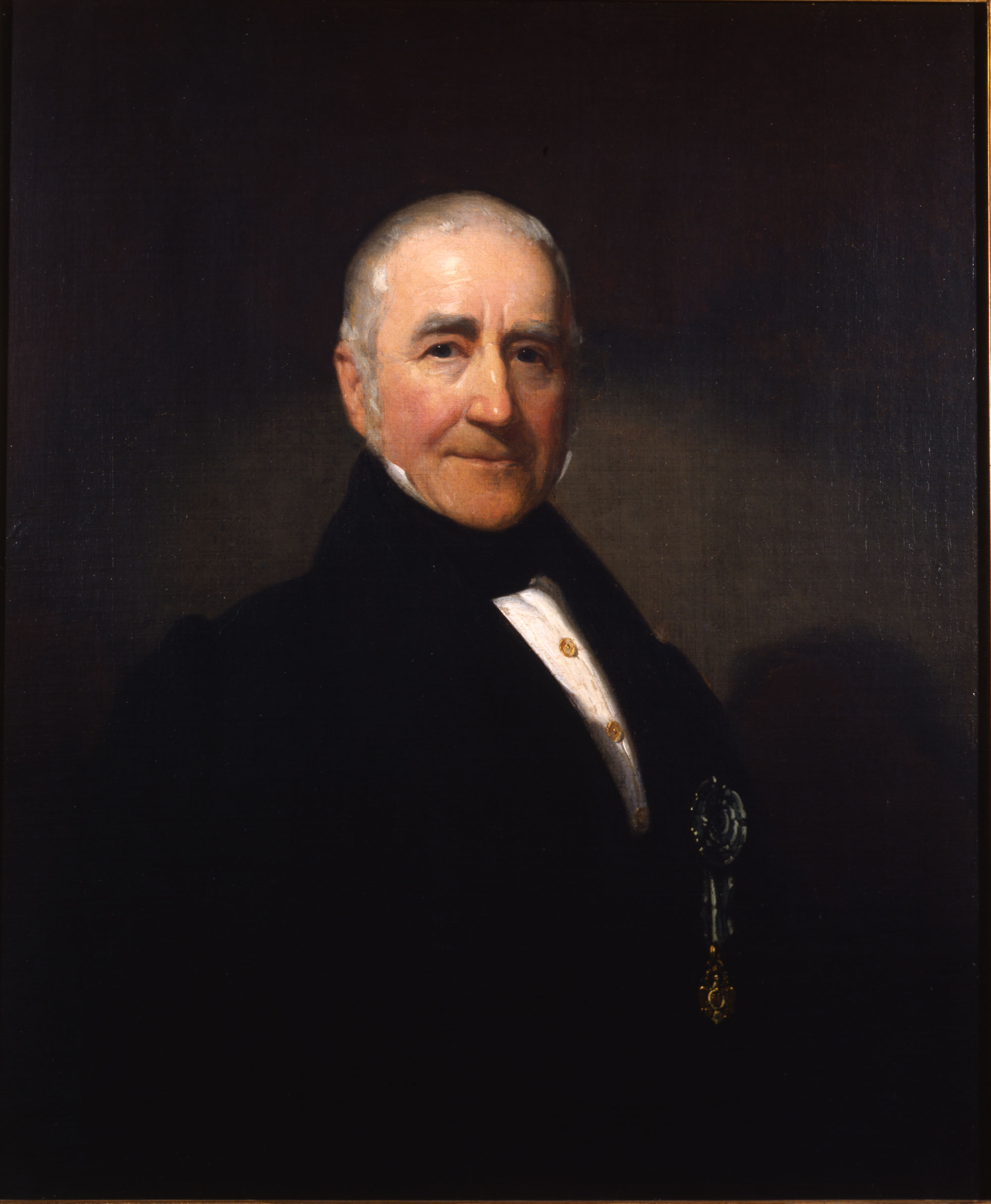
После битвы генерал-майор Морган Льюис двинулся к Стони-Крик в попытке выбить британцев.

Британцы потеряли примерно в три раза больше убитых и раненых, чем американцы. Скорее всего, если бы американские генералы не были захвачены в плен, битва могла бы сложиться совсем по-другому. Но благодаря хорошему командованию офицера Харви, англичане смогли победить.
У Ручья Сорока Миль отступающие американские войска Диборна были встречены отрядами генерал-майора Моргана Льюиса. Дирборн приказал Льюису отправиться в Стони-Крик, чтобы отбить лагерь у британцев, но в этот момент британский флот под командованием капитана сэра Джеймса Лукаса Йео появился на озере Онтарио. Американские вооруженные суда под командованием Айзека Чонси сразу же переместились на свою базу, когда услышали, что Йео и войска под командованием генерал-лейтенанта сэра Джорджа Прево атаковали её в гавани Сакетта. (Британцы потерпели поражение в битве при гавани Сакетта.)
Американским войскам удалось отступить и организовать оборону вокруг форта Джордж, где они оставались до тех пор, пока в декабре не покинули его и не отступили через реку Ниагара на территорию США.

## Память
«Battlefield House» сохранился со времён битвы и в настоящее время является музеем, расположенным в Battlefield Park. Парк расположен в непосредственной близости от места сражения. В 2016 году была проведена 35-я работа по реконструкции парка.

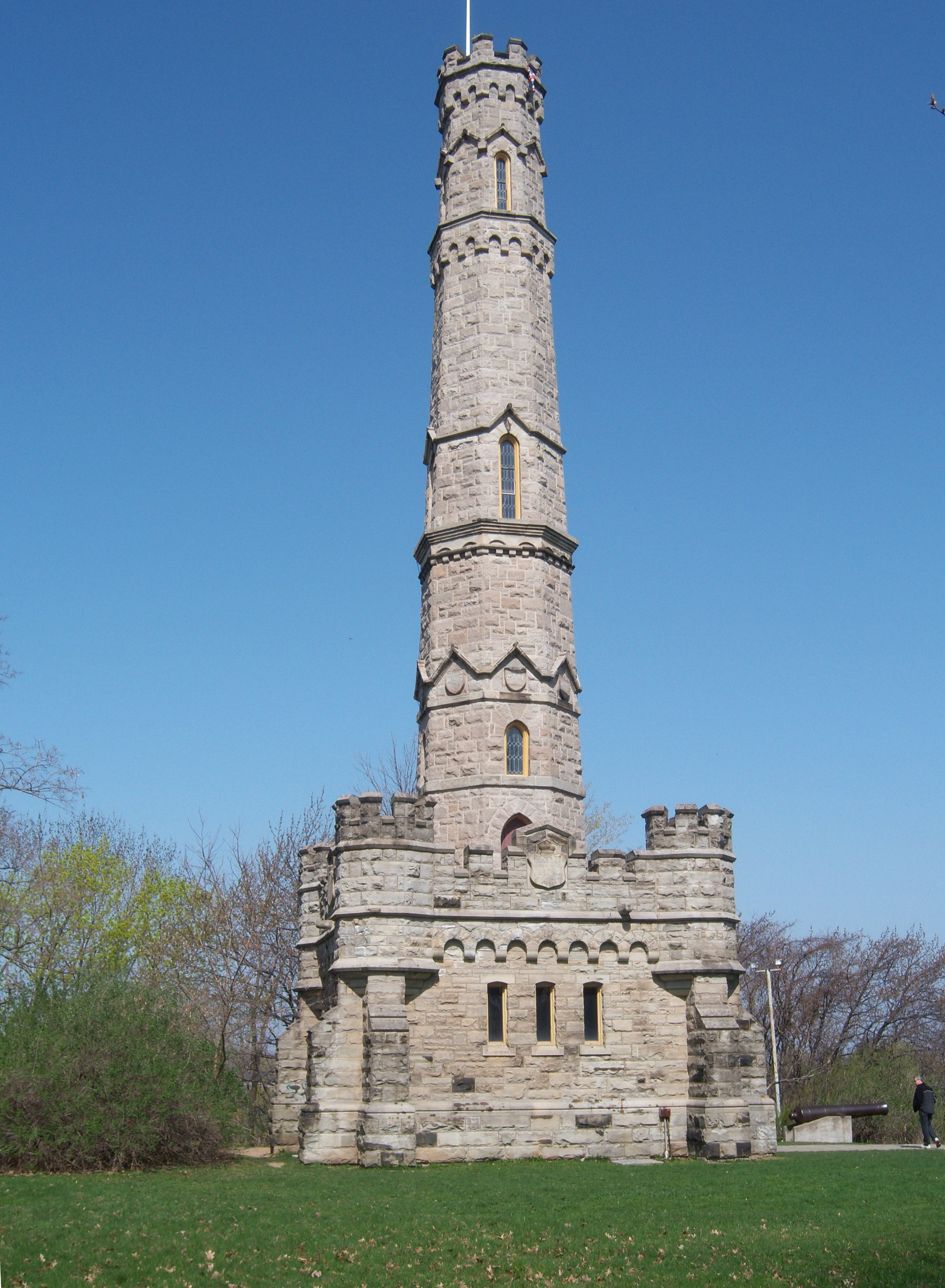
Памятник «Battlefield» в «Battlefield Park» посвящен битве при Стони-Крик.

Битва была упомянута в песне «Билли Грин» из альбома From Coffee House to Concert Hall 1999 года покойного канадского фолк-певца Стэна Роджерса.

## Доп. ссылки
- City of Hamilton museum site for Battlefield House Museum and Park
- Monument to Engagement at Forty Mile Creek